# Patrick Mahomes
Patrick Lavon Mahomes II (rođen 17. rujna 1995.) je igrač američkog nogometa koji trenutno igra u NFL ligi na poziciji quarterbacka za momčad Kansas City Chiefsa. S Chiefsima je osvojio naslov za sezonu 2019., kada je u finalnoj utakmici proglašen za MVP-a Super Bowla.

## Karijera
Mahomes se 2017. nakon tri provedene godine na sveučilištu Texas Tech odlučio prijaviti na draft. Na njemu su ga izabrali Kansas City Chiefsi kao 10. izbor prve runde drafta, te je s njima u srpnju 2017. potpisao četverogodišnji ugovor. Sezonu 2017. Mahomes je proveo kao rezerva iza Alexa Smitha, te je samo jedanput započeo utakmicu u cijeloj sezoni. Iduću sezonu Chiefsi razmjenjuju Smitha i Mahomes postaje prvi izbor na mjestu quarterbacka, na što on uzvraća rekordnom sezonom. Izabran je u Pro Bowl i proglašen za MVP-a sezone uz 50 postignutih touchdowna dodavanjem u sezoni (drugi rezultat svih vremena iza 55 touchdowna Peytona Manninga iz 2013.) i preko 5000 jardi dodavanja. Chiefsi predvođeni Mahomesom su se tada plasirali u doigravanje, gdje su u konferencijskom finalu ispali od New England Patriotsa.
Mahomes s dobrim igrama nastavlja i 2019., kada je ponovno izabran u Pro Bowl, a Chiefsi petu sezonu zaredom dolaze do doigravanja. Tamo pobjeđuju Houston Texanse i Tennessee Titanse, te kao prvaci AFC konferencije u Super Bowlu LIV igraju protiv San Francisco 49ersa. Chiefsi nakon preokreta u posljednjoj četvrtini, kojeg predvodi Mahomes, pobjeđuju rezultatom 31:20, a Mahomes osvaja nagradu za MVP-a Super Bowla.

## Statistika

### Regularni dio sezone
| Sezona | Momčad             | Ut. | Yds  | TD | Int |
| ------ | ------------------ | --- | ---- | -- | --- |
| 2017.  | Kansas City Chiefs | 1   | 284  | 0  | 1   |
| 2018.  | Kansas City Chiefs | 16  | 5097 | 50 | 12  |
| 2019.  | Kansas City Chiefs | 14  | 4031 | 26 | 5   |
| Ukupno | Ukupno             | 31  | 9412 | 76 | 18  |

Napomena: Ut. - odigranih utakmica, Yds - jardi dodavanja, TD - postignutih touchdowna, Int - izgubljenih lopti